# Kō Miyazaki
Kō Miyazaki (japanisch 宮崎 鴻 Miyazaki Kō; * 5. August 1999 in der Präfektur Tokio) ist ein japanischer Fußballspieler.

## Karriere
Kō Miyazaki erlernte das Fußballspielen in der Schulmannschaft der Maebashi Ikuei High School sowie in der Universitätsmannschaft der Komazawa-Universität. Seinen ersten Profivertrag unterschrieb er am 1. Februar 2022 beim Tochigi SC. Der Verein aus Utsunomiya, einer Stadt in der Präfektur Tochigi, spielte in der zweiten japanischen Liga. Sein Zweitligadebüt gab Kō Miyazaki am 27. Februar 2022 (2. Spieltag) im Auswärtsspiel gegen Tokyo Verdy. Hier wurde er in der 59. Minute für Yūji Senuma eingewechselt. Verdy gewann das Spiel 3:0. Am Ende der Saison 2024 belegte er mit Tochigi den 18. Tabellenplatz und musste somit in die dritte Liga absteigen. Nach dem Abstieg verließ er den Verein und schloss sich im Januar 2025 dem Zweitligisten Vegalta Sendai an.